# Коларж, Станислав
Станислав Коларж (чеш. Stanislav Kolář, 31 марта 1912 — 6 мая 2003) — чехословацкий игрок в настольный теннис, чемпион мира.

## Биография
Родился в 1912 году. С 1931 по 1938 год Коларж принимал участие во всех восьми чемпионатах мира, на которых завоевал 16 медалей (в том числе 2 золотые). Он дважды выигрывал золотую медаль: в 1932 году в составе сборной Чехии и в 1936 году в одиночном разряде. Он выходил в финал еще восемь раз:
- 1933 год в одиночном разряде против Виктора Барна
- 1935 г. в миксте с Мари Кеттнеровой (поражение Виктору Барне / Анне Сипос)
- 1936 г. в парном разряде с Дж. Октером Петричеком (поражение Роберту Блаттнеру / Джеймсу МакКлюру)
- 1937 г. в миксте с Мари Кеттнеровой (поражение Богумилу Ване/Вере Вотрубцовой)
- 1931, 1933, 1934 и 1935 с командой